# Historia del volapük
El idioma auxiliar internacional volapük fue creado por Johann Martin Schleyer y fue publicado por primera vez en 1879. 

## Periodo clásico

### Nacimiento del volapük (1878-1880)

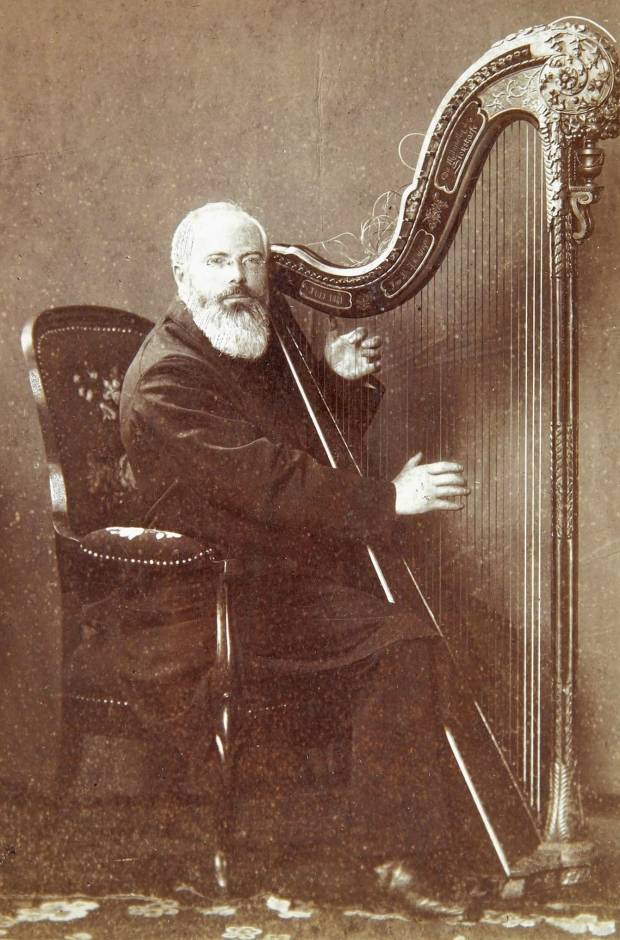
Johann Martin Schleyer en 1888.

En 1878, en el número de marzo de la revista de poesía católica alemana Sionsharfe, aparecen pequeñas notas del director de la revista, el padre Schleyer, sobre la necesidad de un alfabeto fonético internacional que permita transcribir los sonidos de todas las lenguas del mundo. Según la leyenda, Schleyer tuvo esta idea cuando escuchó los gritos de un campesino de su pueblo quejándose de que la carta que le había enviado a su hijo, que vivía en Iowa, le había sido devuelta, porque se equicovó al escribir «Eiauä», según la pronunciación alemana, en la dirección. Con el sistema de Schleyer, el agricultor, aunque no supiera la ortografía americana «Iowa», podría usar la nueva ortografía internacional «Aioua». Por lo tanto, produjo y publicó en el mismo número de Sionsharfe un proyecto alfabético, basado en los muchos idiomas que conocía.. Schleyer envía su manuscrito a la administración postal alemana, que lo publica en el diario oficial de la Unión Postal Universal, sin ningún seguimiento.
[[File:Tagesbuch.jpg|thumb|left|upright=0.8|alt=Reproduction de journal|Reproduction du journal de Schleyer. À la date du 31 de mars de 1879, il écrit : {{citation|J'ai commencé aujourd'hui les bases de ma langue mondiale et de ma grammaire (simple, raisonnable, pratique)]]

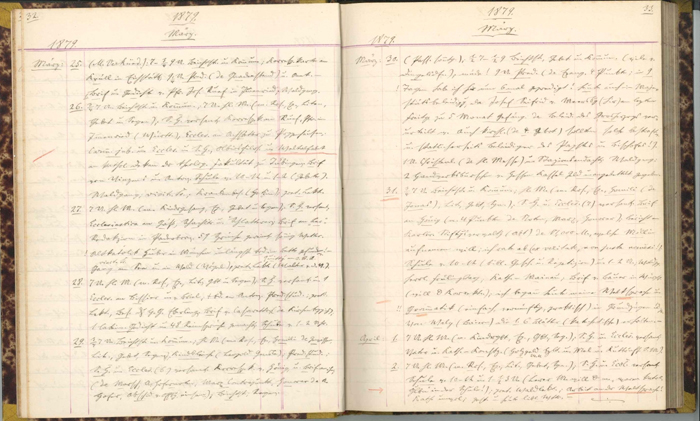
Reproduction du journal de Schleyer. À la date du, il écrit : citation|J'ai commencé aujourd'hui les bases de ma langue mondiale et de ma grammaire (simple, raisonnable, pratique)

Entonces, en una noche de insomnio de marzo de 1879, después de un viaje a la multilingüe Austria-Hungría que había estimulado su reflexión, el padre Schleyer tiene una crisis mística, que luego relata en los siguientes términos:
{{Cita|De una manera a la vez misteriosa y mística, una noche oscura en la casa parroquial de Litzelstetten, cerca de Constance [...], cuando estaba pensando profundamente en las locuras, agravios, aflicciones y desgracias de nuestro tiempo, todo el edificio de mi lengua internacional apareció de repente en todo su esplendor ante mis ojos espirituales. Para rendir homenaje a la verdad, y que traiga sabiduría, debo decir que aquella noche de marzo de 1879 estaba muy cansado. Por lo tanto, solo puedo proclamar con gratitud y humildad que le debo todo el sistema del idioma internacional Volapük a mi buen genio. El 31 de marzo de 1879, me puse a recopilar y escribir por primera vez los principios de mi gramática.Garvía, 2015, p. 21
Por lo tanto, deja de lado (aunque continúa usándolo regularmente) su idea de un alfabeto fonético para lograr lo que él cree que es un orden divino: crear completamente un idioma artificial capaz de unir a la humanidad dividida. Durante una noche y una mañana, desde el 30 hasta la 31 de marzo de 1879, Schleyer escribió la gramática (o al menos un primer borrador de una gramática) de un idioma completamente nuevo: el volapük (vol-, derivado del inglés world, para mundo, -a- para el genitivo y -pük, derivado del inglés speak, siendo ya utilizado pik, por idioma : Volapük es por lo tanto el “lenguaje del mundo”). Según Roberto Garvía, el volapük de Schleyer no nació como una lengua internacional para resolver problemas de comunicación, sino como complemento a sus investigaciones sobre la ortografía fonética; no es la «solución a un problema», sino una «solución en busca de un problema».
Publicó esta gramática al mes siguiente, en mayo de 1879, como un suplemento de Sionsharfe. Los diarios informan del nacimiento de este proyecto y, desde ese año, los volapükistas están en Alemania, en el Austria-Hungría, incluso en los Estados Unidos. Estos primeros éxitos conducen a la publicación, en 1880, del primer libro de texto, en lengua alemana, de volapük, marcando la difusión real del volapük a una audiencia más amplia que va más allá de los católicos alemanes, para llegar de manera más general a todos los hablantes de alemán.

#### Eclosión del movimiento hasta el primer congreso (1881-1884)
Sin embargo, es en particular gracias a los vínculos de su creador con el mundo católico, y más particularmente con el de la prensa católica, que el volapük puede extenderse por la Europa germánica. El desarrollo es tal que Sionsharfe rápidamente parece insuficiente, y es necesario pensar en crear un órgano dedicado, lo que se hace a partir de 1881, con la primera publicación de Volapükabled zenodik (Journal central du volapük), diario que dejó de publicarse en 1908.
En 1882, el 11 de mayo para ser exactos, se fundó el primer club volapük en Alberweiler (Württemberg).Poco después, el volapük entra en Suecia, donde se funda el segundo club. Durante este tiempo, se publican gramáticas y diccionarios de lengua alemana.
Por lo tanto, es en un momento en que volapük es hablado casi exclusivamente por hablantes de alemán que se lleva a cabo su primer congreso internacional, en Friedrichshafen, el 26 y 27 de agosto de  1884. Por tanto, no es de extrañar que el idioma utilizado para sus trabajos fuera el alemán y no el volapük, dado el público, esencialmente alemán, y la juventud del idioma·.

#### Internationalización del movimiento y primeras crisis (1885-1887)
Después de este primer éxito, el movimiento volapük continuó su progreso. Los periódicos y manuales se multiplican y el movimiento holandés se distingue por su actividad.
1886 es un año crucial, marcando el comienzo de la verdadera internacionalización y, paradójicamente, el comienzo de las crisis que luego acabarán con el movimiento. Es entonces cuando aparece "el personaje más importante de la historia del volapük, después de Schleyer,Garvía, 2015, p. 31 Auguste Kerckhoffs. Profesor de alemán francés de origen neerlandés, el Dr. Kerckhoffs (es doctor en literatura alemana), quien enseña en la Escuela de Altos Estudios Comerciales de París, es especialmente conocido en ese momento por su trabajo en criptografía; es el autor de una serie de dos artículos titulados "Criptografía militar" en los que expone el famoso principio de Kerckhoffs, todavía enseñado hoy. Fue durante sus investigaciones en criptografía que conoció por primera vez los idiomas construidos, y en particular el solresol de François Sudre, que a veces era utilizado por los militares.
Volapükista desde 1885, introdujo con éxito el volapük en Francia. Dio clases y publicó, entre otros, un Curso completo en 1886,, que tuvo siete ediciones ese año (y una octava en 1887) y se tradujo a múltiples idiomas, y lanzó una revista, de la cual sería editor en jefe durante toda su existencia. También creó la "Asociación francesa para la propagación del volapük" (oficialmente fundada el 8 de abril de 1886), de la cual se convirtió en secretario general, dejando la presidencia a Ernest Lourdelet. Al año siguiente, Kerckhoffs acompañó su Curso completo con un diccionario.,